# غیرقانونی مال شما
غیرقانونی مال شما (به انگلیسی: Illegally Yours) فیلمی محصول سال ۱۹۸۸ و به کارگردانی پیتر باگدانوویچ است. در این فیلم بازیگرانی همچون راب لو، کالین کمپ، کنت مارس، کیم مایرز، هری کری جونیور، ریک جیسون و جرج مورفوگن ایفای نقش کرده‌اند.